# دزد (بازی ویدئویی ۲۰۱۴)
دزد یک بازی ویدئویی به سبک مخفی کاری با زاویهٔ دید اول شخص است که توسط شرکت کانادایی ایدوس-مونترال توسعه یافته و به‌وسیلهٔ اسکوئر انیکس منتشر شده است. این عنوان چهارمین قسمت در مجموعه بازی‌های دزد به‌شمار می‌رود که حال و هوای کلاسیک نسخه‌های اولیه را احیا کرده است و یک باز راه‌اندازی برای این سری محسوب می‌شود. دزد در تاریخ ۲۵ فوریه ۲۰۱۴، در آمریکای شمالی برای مایکروسافت ویندوز، پلی‌استیشن ۳، پلی‌استیشن ۴، ایکس‌باکس ۳۶۰ و ایکس‌باکس وان و ۲۸ فوریه ۲۰۱۴ در اروپا منتشر شده است. شرکت فرال اینتراکتیو این بازی را در نوامبر ۲۰۱۵ برای سیستم‌عامل مک‌اواس عرضه کرد.
به محض انتشار، بازی با واکنش‌های ضد و نقیضی از سوی منتقدان همراه بود که مکانیک‌های مخفی‌کاری و ارزش تکرار بازی مورد تحسین قرار گرفت، اما منتقدان نسبت به طرح‌بندی مراحل و داستان آن انتقاداتی داشتند.